# Charles Clifford (fotograf)

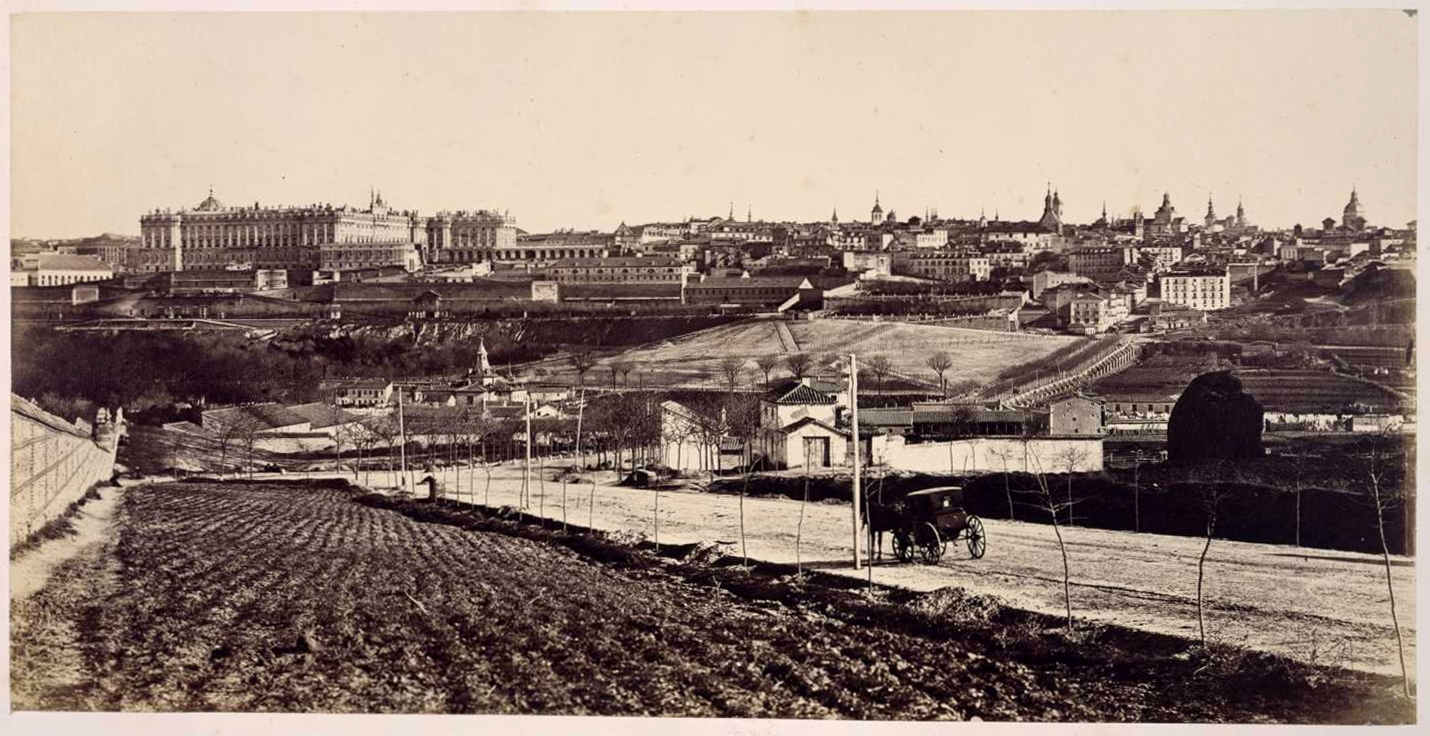
Madrid visto desde el oeste, asi 1860

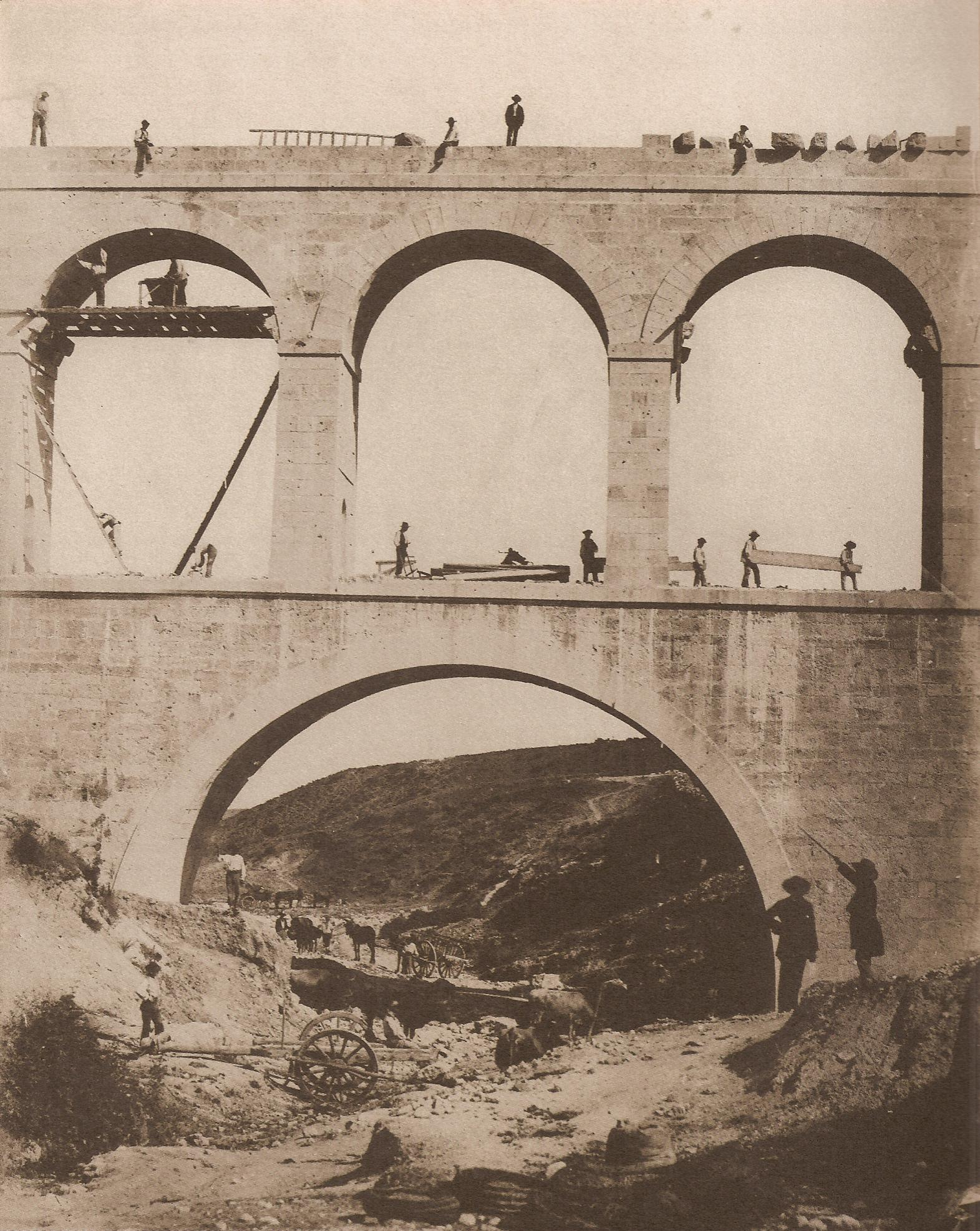
Obras del Canal de Isabel II: Acueducto de la Sima, 1855

Charles Clifford (27. července 1820, Wales – 3. ledna 1863, Madrid) byl waleský fotograf se sídlem hlavně ve Španělsku.

## Životopis
Clifford byl známý především svými daguerrotypickými, kalotypovými a mokrými deskovými kolodiovými obrazy scén z celého Španělska, byl spolu s francouzským fotografem Jeanem Laurentem jedním z předních fotografů své doby ve Španělsku.
Královna Viktorie a princ Albert jsou známí tím, že v roce 1854 zakoupili některé ze Cliffordových španělských fotografií a v roce 1861 vydal dva svazky obsahující sérii 159 tisků na objednávku královny Viktorie, prince Alberta, krále a královny Španělska, císařů. Francie, Ruska a Rakouska, mimo jiné Duc de Montpensier.
Ačkoli je známý především svými sbírkami fotografií krajin, památek a veřejných prací, byl pověřen provedením portrétu královny Viktorie na hradě Windsor (její poznámky v jejím deníku ze dne 14. listopadu 1861 uvádějí, že byla „oblečená do večerních šatů, s diadémem a šperky a byla fotografována pro královnu Španělska panem Cliffordem“. Přinesl mi jednu fotografii, kterou pořídil." Byl to pravděpodobně jeden z posledních portrétů královny v barevném provedení ) a byl také jmenován dvorním fotografem španělské královny a doprovázel ji na královské cestě po Andalusii v roce 1862.

## Život
O jeho raném životě se toho moc neví, ale v listopadu 1850 vedl v Madridu galerii fotografických portrétů.
Je pohřben na britském hřbitově v Madridu .

## Dílo
Většina původních kopií jeho děl se nachází v Biblioteca Nacional de España, Palacio Real de Madrid a Museo del Prado, ale některé lze nalézt také v Museo de Historia de Madrid, Museo Frederic Marès v Barceloně, a archivech Universidad de Navarra .

## Galerie

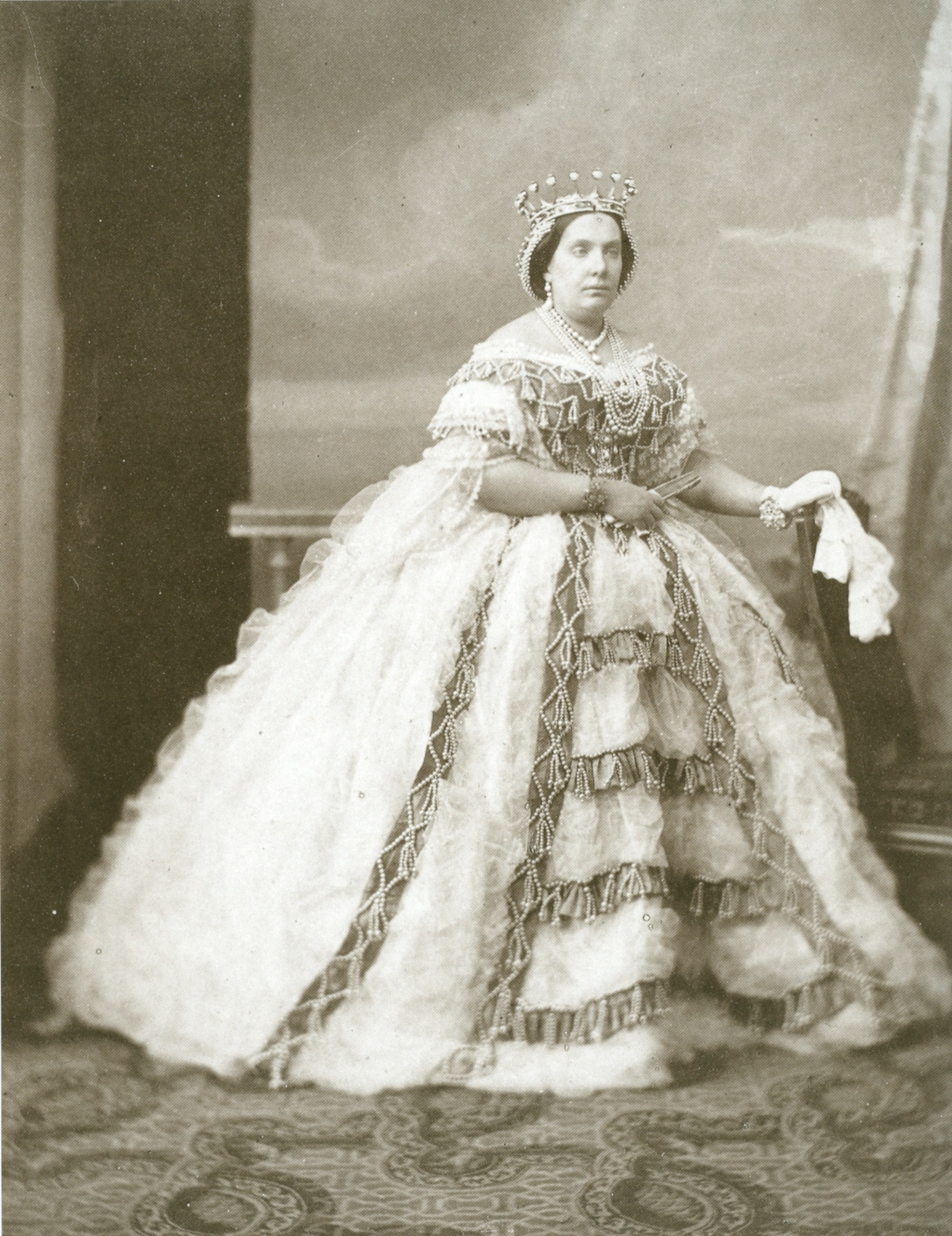
Queen Isabel II of Spain
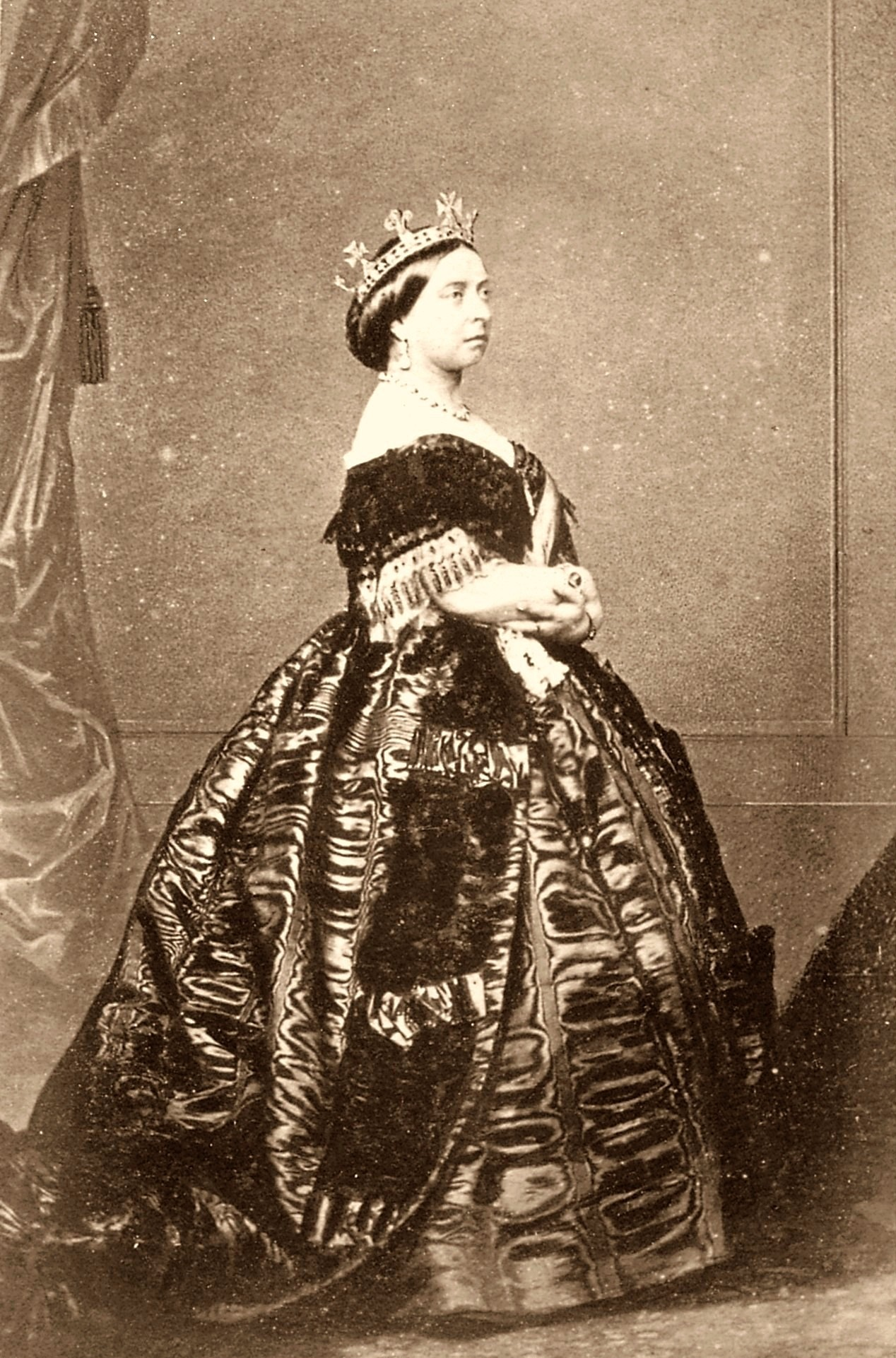
Her Majesty the Queen Victoria
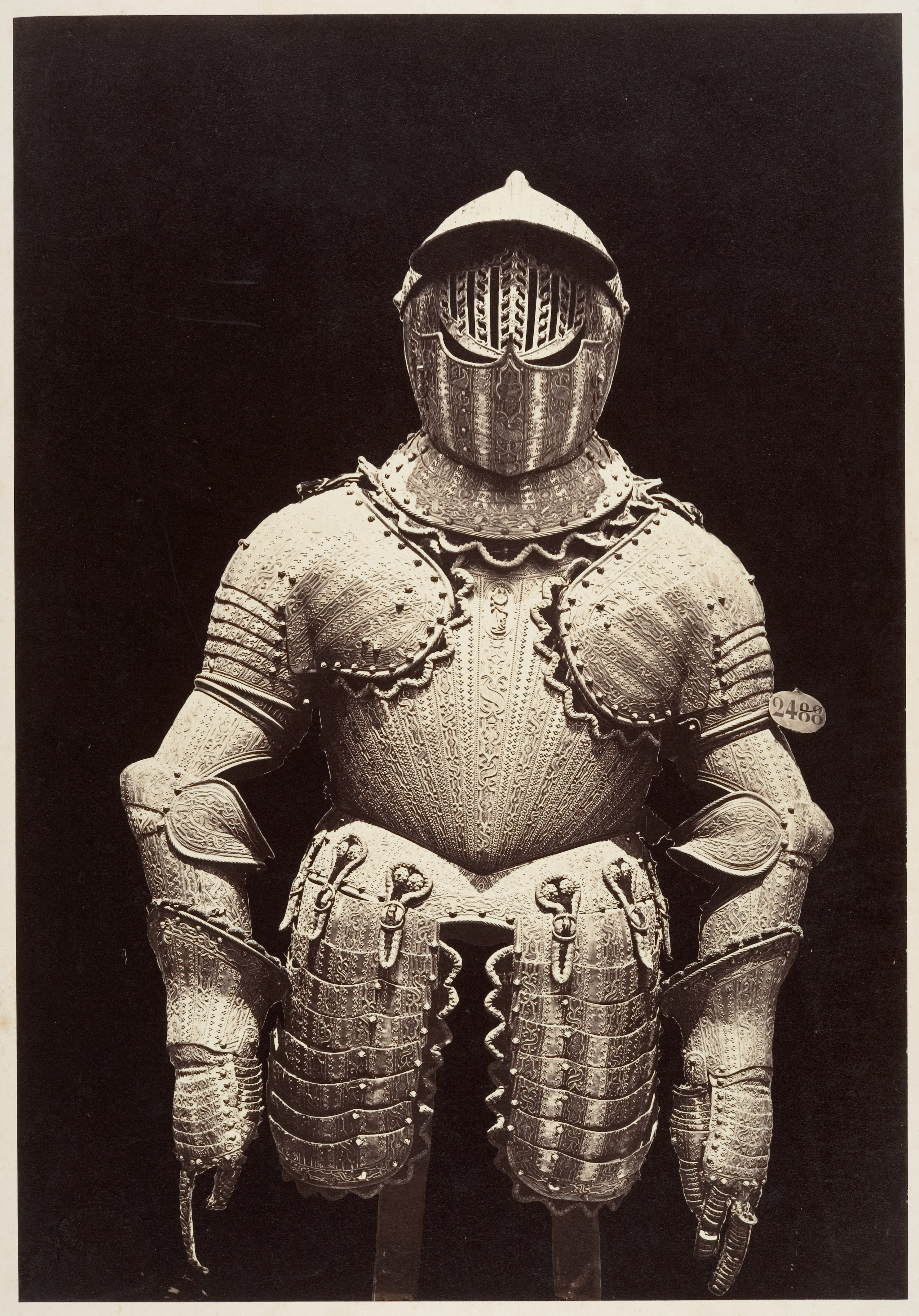
The Armor of Philip III
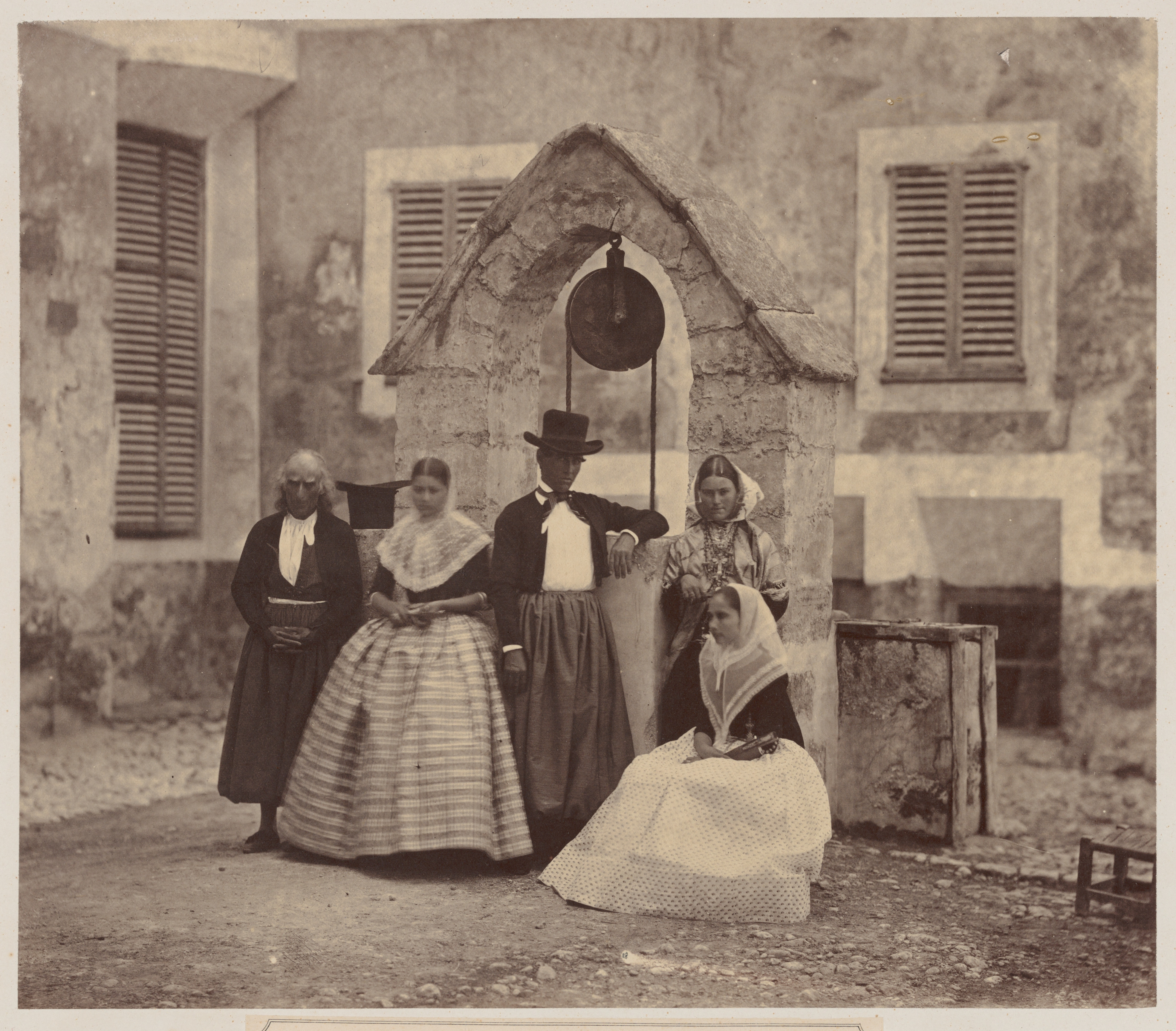
Baleares, Aldeanos de Palma y sus alrrededores
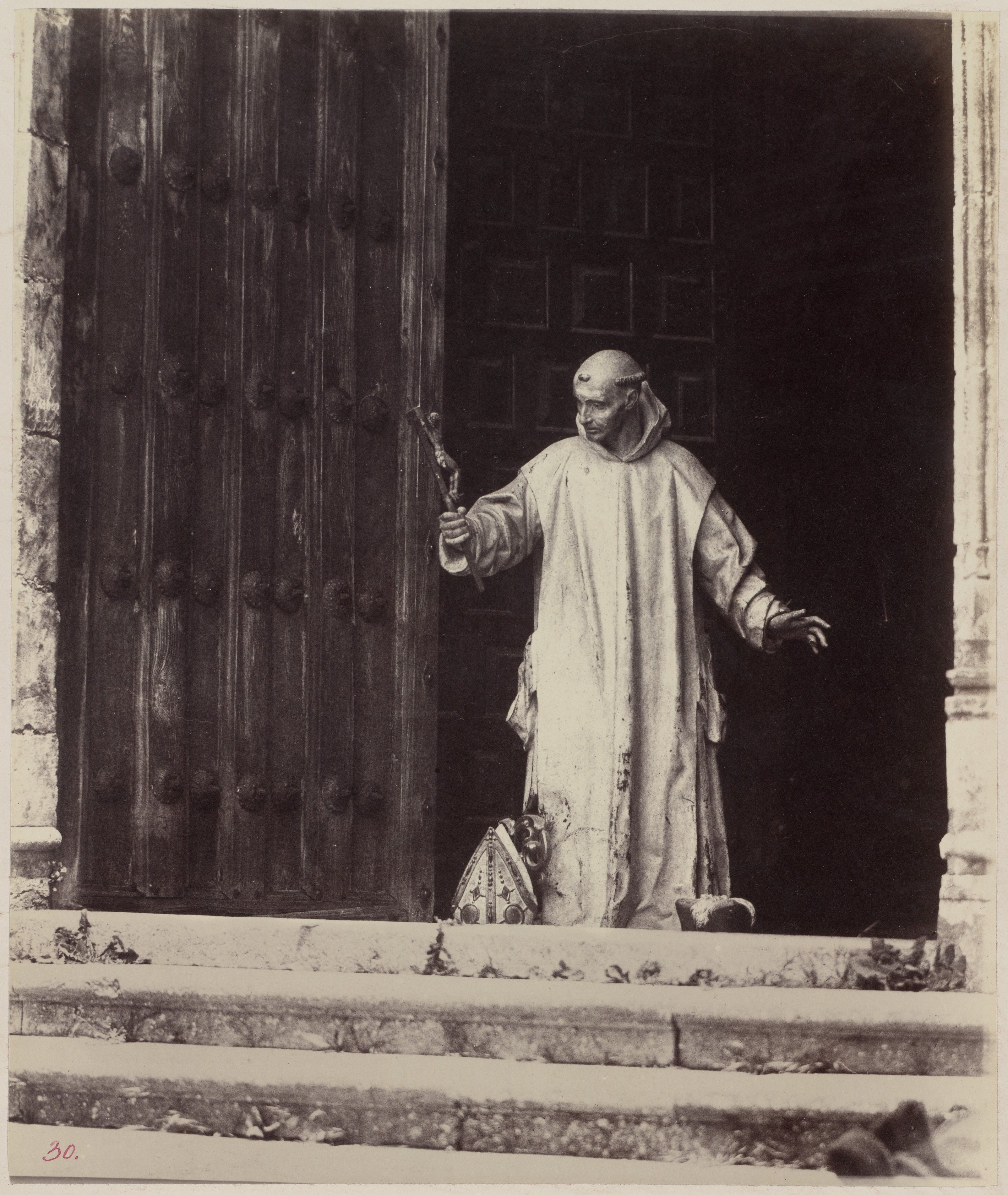
Principal Doorway of the Carthusian Monastery, Burgos
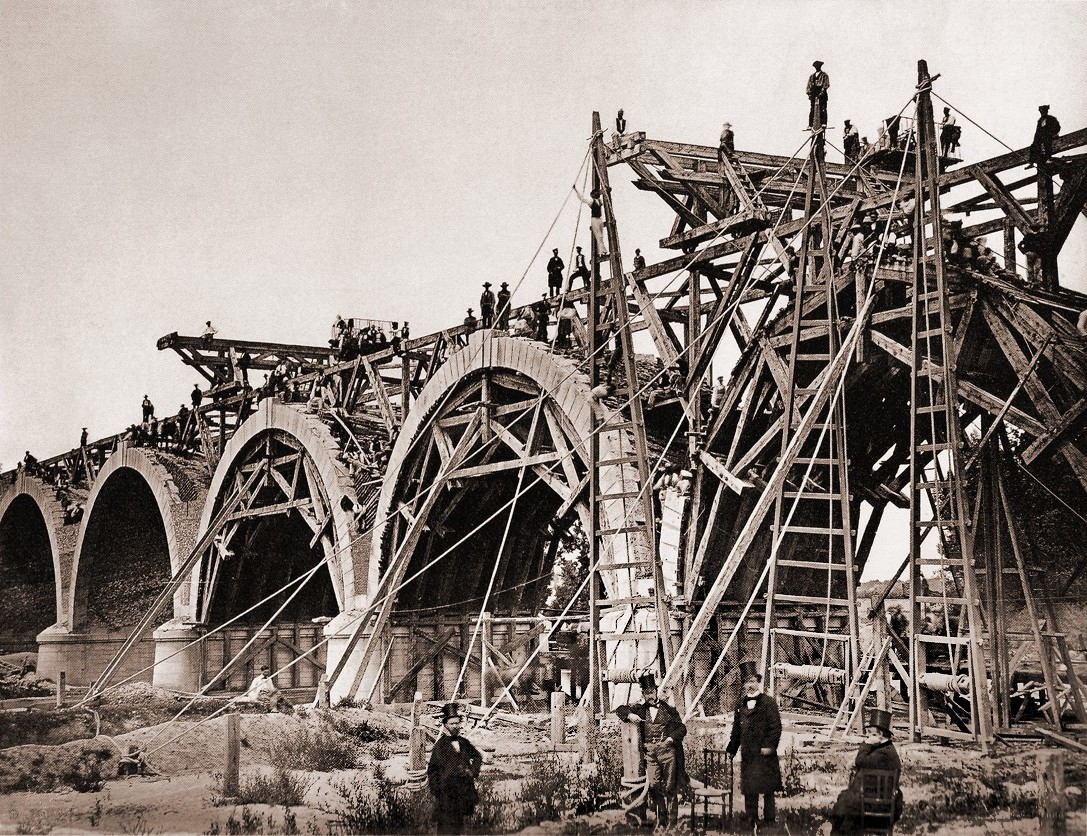
Construcción del Puente de los Franceses
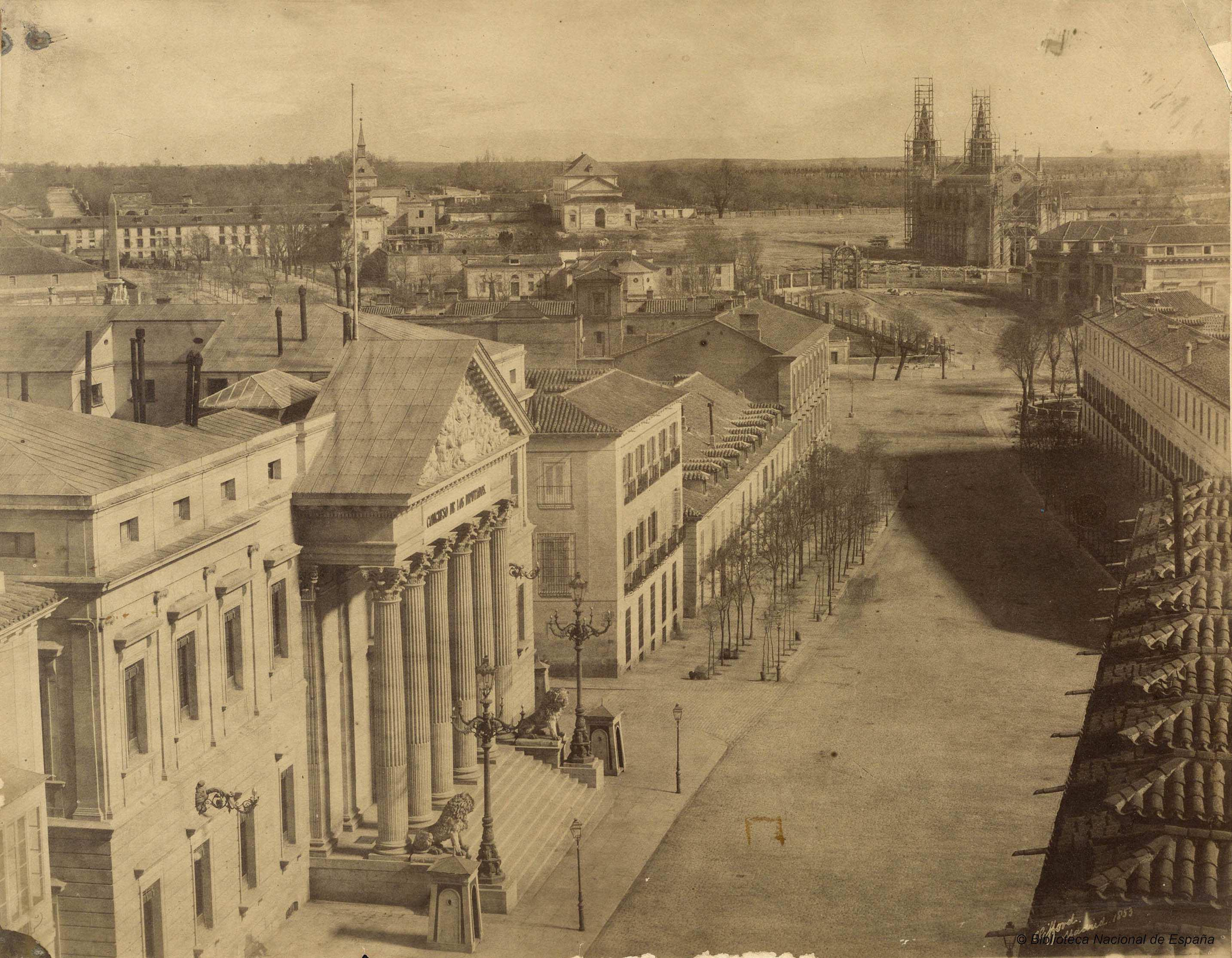
Madrid, Carrera de San Gerónimo y Palacio del Congreso
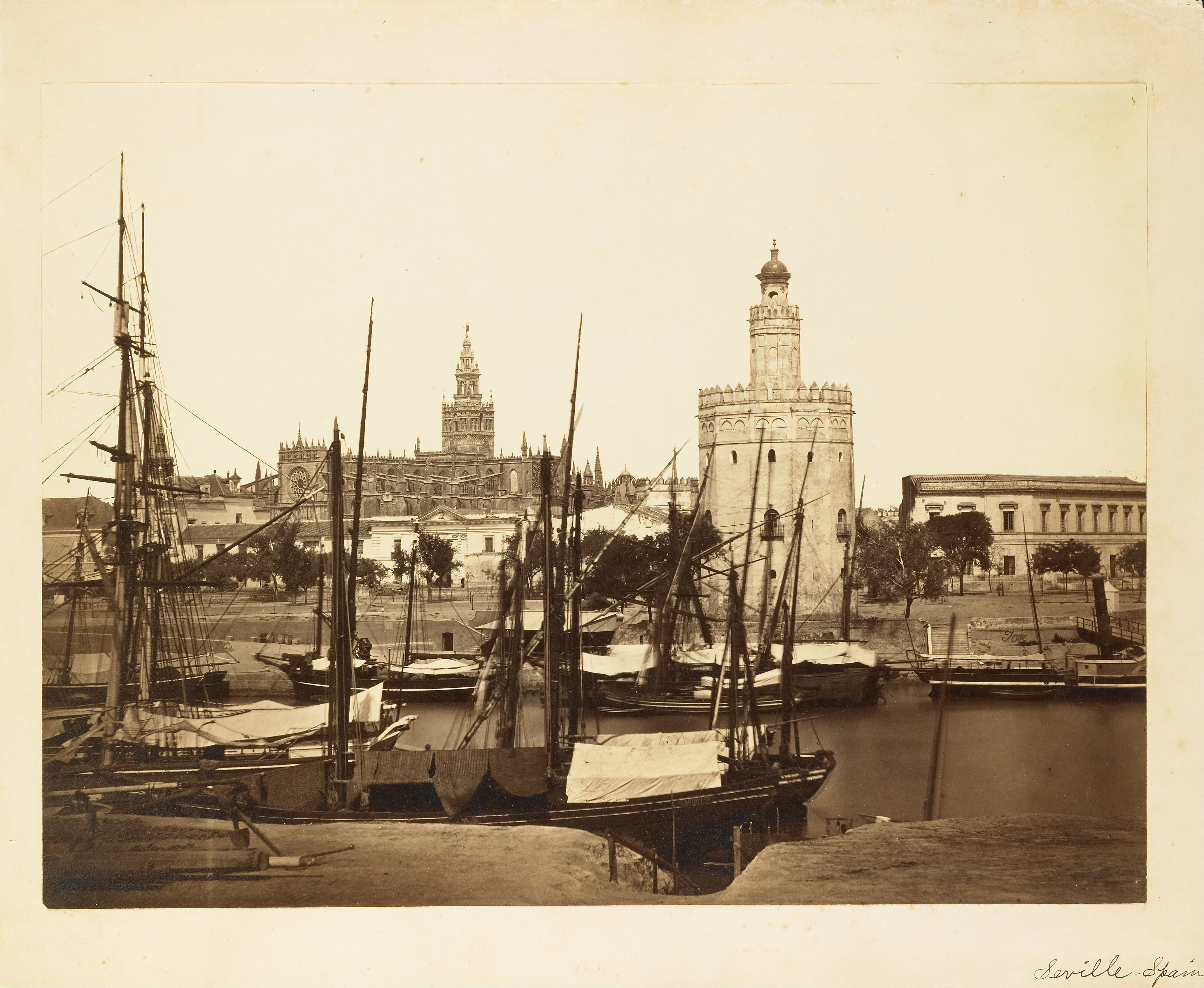
Cathedral, Torre del Oro and Guadalquivir River, Seville